# 오륜중학교
오륜중학교(五輪中學校)는 대한민국 서울특별시 송파구 방이동에 있는 공립 중학교이다.

## 학교 연혁
- 1989년 3월 1일 : 최금숙 초대 교장 취임
- 1989년 3월 3일 : 제1회 입학식(여 755명)
- 1989년 4월 18일 : 개교식
- 1992년 2월 13일 : 제1회 졸업식(여 761명)
- 2022년 2월 8일 : 제31회 졸업식(남 35명, 여 154명) 계 189명, 총 졸업생(남 3,022명, 여 10,056명 총 13,078명)
- 2022년 3월 1일 : 백형훈 제11대 교장 취임
- 2022년 3월 2일 : 제34회 입학식(남 20명, 여 151명) 계 171명
- 2025년 3월 4일 : 박윤정 제12대 교장 취임

## 참고 자료
- 오륜중학교 - 한국교육학술정보원 학교알리미